# استافورد (ویرجینیا)
استافورد (به انگلیسی: Stafford) یک منطقهٔ مسکونی در ایالات متحده آمریکا است که در شهرستان استفورد، ویرجینیا واقع شده‌است. استافورد ۱۱٫۰۷ کیلومتر مربع مساحت و ۴٬۳۲۰ نفر جمعیت دارد.

## خواهرخوانده
شهرهای Stafford و استافورد (انگلستان) خواهرخوانده‌های استافورد، ویرجینیا هستند.